# Seattle Civic Center
Seattle Civic Center - kompleks budynków położony w Seattle w stanie Waszyngton. Znajduje się w nim urząd miasta i inne budynki miejskie.

## Budynki
- Seattle Municipal Tower
- King County Correctional Facility
- King County Courthouse
- Justice Center
- Yesler Building
- King County Administration Building
- Seattle City Hall